# Calocorisca
Calocorisca is een geslacht van wantsen uit de familie van de Miridae (Blindwantsen). Het geslacht werd voor het eerst wetenschappelijk beschreven door William Lucas Distant in 1884.

## Soorten
Het genus bevat de volgende soorten:

- Calocorisca altiplana Carvalho, 1986
- Calocorisca araguana Carvalho, 1986
- Calocorisca brasiliensis Carvalho, 1986
- Calocorisca callangana Carvalho, 1986
- Calocorisca chontalensis Distant, 1893
- Calocorisca cuzcoana Carvalho, 1986
- Calocorisca fortuna Carvalho, 1986
- Calocorisca longirostris Carvalho, 1986
- Calocorisca minima Carvalho, 1986
- Calocorisca sticticollis (Stål, 1860)
- Calocorisca tenera Distant, 1884
- Calocorisca villosa Distant, 1884